# Курбатово (Нижегородская область)
Курба́тово — село в составе Юрьевского сельсовета Гагинского района Нижегородской области.
Село располагается на левом берегу реки Пьяны.